# スチュアート・トッシュ
スチュアート・トッシュ（Stuart Tosh、本名Stuart Mcbeath Tosh、1948年9月26日、アバディーン生まれ）は、スコットランドのドラマー、ソングライター、ボーカリストである。トッシュは、1970年代から1980年代にかけて、パイロット、アラン・パーソンズ・プロジェクト、10cc、キャメル、ロジャー・ダルトリーなどの有名ミュージシャンや崇拝されるバンドと次々にレコーディングし、ツアーを行った。